# Rai Open 2013
Il Rai Open 2013 è stato un torneo di tennis facente parte della categoria ATP Challenger Tour nell'ambito dell'ATP Challenger Tour 2013. È stata la 5ª edizione del torneo che si è giocata a Roma in Italia dal 15 al 21 aprile 2013 su campi in terra rossa e aveva un montepremi di €30,000+H.

## Partecipanti singolare

### Teste di serie
| Nazionalità | Giocatore              | Ranking* | Testa di serie |
| ----------- | ---------------------- | -------- | -------------- |
| Russia      | Andrej Kuznecov        | 75       | 1              |
| Rep. Ceca   | Jan Hájek              | 83       | 2              |
| Spagna      | Guillermo García López | 99       | 3              |
| Austria     | Andreas Haider-Maurer  | 110      | 4              |
| Germania    | Jan-Lennard Struff     | 115      | 5              |
| Romania     | Marius Copil           | 127      | 6              |
| Germania    | Björn Phau             | 135      | 7              |
| Belgio      | Olivier Rochus         | 142      | 8              |

- Ranking all'8 aprile 2013.

### Altri partecipanti
Giocatori che hanno ricevuto una wild card:
- Filippo Baldi
- Gianluigi Quinzi
- Stefano Napolitano
- Potito Starace

Giocatori che sono passati dalle qualificazioni:
- Alessio di Mauro
- Sandro Ehrat
- Martin Fischer
- Dominic Thiem

## Partecipanti doppio

### Teste di serie
| Nazionalità | Giocatore         | Nazionalità | Giocatore          | Ranking* | Testa di serie |
| ----------- | ----------------- | ----------- | ------------------ | -------- | -------------- |
| Germania    | Dustin Brown      | Regno Unito | Jamie Delgado      | 142      | 1              |
| Germania    | Martin Emmrich    | Australia   | Rameez Junaid      | 164      | 2              |
| Polonia     | Tomasz Bednarek   | Svezia      | Andreas Siljeström | 200      | 3              |
| Bielorussia | Uladzimir Ihnacik | Polonia     | Mateusz Kowalczyk  | 284      | 4              |

- Ranking all'8 aprile 2013.

## Vincitori

### Singolare
Julian Reister ha battuto in finale  Guillermo García López con il punteggio di 4–6, 6–3, 6–2.

### Doppio
Andreas Beck /  Martin Fischer hanno battuto in finale  Martin Emmrich /  Rameez Junaid con il punteggio di 7–6(2), 6–0.